# Лерман, Александр Анатольевич
Александр Анатольевич Лерман (англ. Alexander Lehrman; 24 мая 1952, Москва — 10 октября 2011, Ньюарк, Делавэр) — советский музыкант, певец и композитор, член групп «Ветры перемен», «Скоморохи», «Весёлые ребята», «Аракс»; впоследствии американский филолог, лингвист, специалист по индоевропейской филологии.

## Биография

### Советский период
Александр Лерман родился 24 мая 1952 года  в Москве. В старших классах школы принимал участие в олимпиаде по лингвистике: в 1967 году получил вторую премию для восьмых классов, причём первую премию в том году получил Сергей Старостин. 
В 1970 году окончил среднюю специальную музыкальную школу одиннадцатилетку имени Гнесиных при музыкально-педагогическом Институте имени Гнесиных (ныне Российская Академия музыки имени Гнесиных) по классу виолончели. С того же года изучал в Вильнюсском университете английский и литовский языки, закончив учёбу в 1975 году.

В 1965 году со школьным гнесинским хором попал в Артек, где от новых знакомых из социалистических стран наслушался новейшей западной музыки. В 1968 году стал участником группы «Виолончелисты», составленной полностью из учащихся класса виолончели Гнесинской школы. В группе он был клавишником и одним из вокалистов. Лерман вспоминал позже о первом концерте «Виолончелистов»: 
Помню, что вокал наш звучал абсолютно здорово — без малейшего вибрато, с интонационной и тембровой точностью, по которой я впоследствии часто тосковал и которая проявлялась потом только в «Весёлых ребятах» у нас с Лёшей Пузырёвым — опять-таки благодаря строгой дисциплине звукоизвлечения. Только, как сейчас помню, инструменталу не хватало той необходимой плотной чёткой звучности, которую давало усиление. Акустический звук был слишком слаб, как мы ни компенсировали его напором.
Группа, составленная из профессиональных музыкантов, но выступавшая без ударника и электроусиливающей аппаратуры, распалась после двух концертов. Помимо чисто технических сложностей, причиной раскола стали разногласия в музыкальной сфере: гнесинцы Лерман и Михаил Кекшоев уже ориентировались на сложную музыку поздних «Битлз», тогда как их товарищи считали её отказом от чистоты таких ранних композиций, как "A Hard Day’s Night". 
Лерман в 1969 году присоединился, также в качестве вокалиста и клавишника, к ансамблю «Ветры перемен». Новая группа быстро приобрела популярность благодаря необычному для того времени стилю: в её композициях (в частности, «Новгородский пир» авторства Лермана, «Для песни задушевной», «Такие вещи», «Долина-долинушка») использовались фольклорные и церковные интонации. Музыка «Ветров перемен» также испытывала влияние английского рока.
В 1970 году Лерман перешёл в группу Александра Градского «Скоморохи», где, кроме них, выступали Александр Буйнов и Юрий Фокин. Группа базировалась в Москве, и при невысоких заработках совмещать эти концерты с учёбой в Вильнюсе оказалось для Лермана слишком трудно в материальном плане. В итоге он переехал назад в Москву.
В январе 1972 года Лерман был приглашен Павлом Слободкиным в один из наиболее популярных коллективов — ансамбль «Весёлые ребята», в котором ранее выступал Градский, а в то время уже работал барабанщик «Скоморохов» Владимир Полонский. Вскоре в ансамбль пришёл из армии Александр Буйнов. В качестве ведущего вокалиста группы «Весёлые ребята» Лерман исполнил ряд песен, получивших всесоюзную популярность: «Варшавский дождь», «Я к тебе не подойду», «На перекрёстке», «Чернобровая дивчина», «Когда молчим вдвоём», а также принял участие в записи первого диска-гиганта ансамбля «Любовь — огромная страна». В ансамбле спел две свои песни: «Новгородский пир» и «По этой лестнице». В сентябре 1974 года перешёл ненадолго к Всеволоду Левенштейну (Севе Новгородцеву) в ансамбль «Добры молодцы». Однако вскоре Новгородцев уехал за границу, а Лерман после единственной гастрольной поездки с «Добрыми молодцами» перешёл ненадолго в «Аракс», в это время участвовавший в постановке «Тиля» в Театре имени Ленинского комсомола. 
Благодаря работе в «Ленкоме» он успел принять участие в съёмках кинофильма «Афоня», где сыграл небольшую роль певца в сцене на танцплощадке. В фильме также звучит его песня «По этой лестнице». Однако к этому моменту из-за невозможности свободного творчества у него уже сформировалось стремление эмигрировать из СССР.
По словам самого Лермана, он в университете изучал языки, в том числе санскрит. Хотел постоянно совершенствоваться, развиваться как личность. Но в СССР для этого были постоянные препятствия. В 1975 году он подал документы на выезд в Израиль.
С марта по сентябрь 1975 года Лерман ненадолго вернулся в ансамбль «Весёлые ребята», в котором выступал вместе с Аллой Пугачёвой. Последние три месяца жизни в СССР он выступал сольно, в последний раз выйдя на эстраду в декабре 1975 год, в концерте в МАрхИ, в котором также участвовала «Машина времени». Его имя было убрано с вышедшего после его отъезда диска Давида Тухманова «По волне моей памяти», где Лерман пел песню «Сердце, моё сердце», и с альбома «Весёлых ребят», а в титрах фильма «Отважный Ширак», песню в котором он исполнял, он фигурирует как Александр Сафиулин.

### Американский период
После выезда с родителями за границу по израильской визе Лерман через Австрию и Италию добрался до США. Уезжал один, без жены и сына. Во время пребывания в Италии он жил при православной церкви, где пел в хоре. В Сан-Франциско вместе с Юрием Валовым — бывшим солистом «Скифов» и «Голубых гитар» — Лерман создал группу "Sasha & Yuri". В 1976—1977 годах группа выступала на Западном побережье США в студенческих клубах, а сам Александр давал интервью прессе, рассказывая о судьбе советской рок-музыки. Его рассказы о судьбах советских рок-музыкантов печатали "Rolling Stone", "New York Times", "Los Angeles Times"; в ответ в советской прессе стали появляться опровержения, а на гастроли в США был отправлен ВИА «Песняры».
В 1977 году Лерман поступил в аспирантуру Йельского университета, в 1985 году получив степень доктора философии в лингвистике по теме «Simple Thematic Imperfectives in Anatolian and Indo-European», со специализацией в области индоевропейских языков (в том числе хеттского). Первые лингвистические публикации относятся к 1978 году и связаны со сравнительной этимологией индоевропейских языков. В 1989 году при его участии была создана кафедра русского языка в Делавэрском университете (Ньюарк). В Делавэрском университете он преподавал до самой смерти в должности доцента кафедры. При его участии на кафедре издавалась газета «Полиглот», где Лерман, знавший около 40 языков (по одним словам самого Лермана — около 40, по другим — вдвое больше), вёл этимологическую колонку. В свет вышли три его монографии и ряд научных статей на различные, связанные с русской филологией и сравнительной лингвистикой индоевропейских языков, темы, а также три книги переводов, роман «Парадиз» (1995) и сборник стихов. В 2009 году вышел его аннотированный академический перевод пьесы Антона Чехова «Вишнёвый сад». Публиковал поэзию в различных периодических изданиях на английском и русском языках.
Всё время пребывания в США Лерман не переставал писать музыку. В 1991 году он создал группу «Рок-н-ролл Комити»[уточнить] с Александром Селимовым и Томасом Латропом. Группа выступала с концертами в штате Делавэр и просуществовала до 1998. В репертуаре группы были песни Александра Лермана, Александра Селимова и каверы на английском и испанском языках. В 1993 году Александр Лерман получил предложение от давних знакомых — музыкантов группы «СВ» Вадима Голутвина и Александра Чиненкова — о записи совместного альбома. В альбом «Ветры перемен», вышедший в 1995 году, вошли песни одноимённой группы, песни Лермана, написанные в годы сотрудничества со «Скоморохами» и «Араксом», а также песни, созданные уже в Америке. Большинство композиций на диске были записаны впервые, хотя песни Лермана и звучали на концертах Градского, «СВ» и Вячеслава Малежика. В 1998 году Лерман и «СВ» выпустили ещё один альбом — «Перемены ветра».
В 2002 году Лерман, изучив книги Мэри Бейкер-Эдди, стал апологетом «христианской науки» и присоединился к "Первой научной Церкви Христа". Он оставался верующим до конца жизни, активно участвуя в делах церкви в США и пропагандируя свою веру в России. 
Умер 10 октября 2011 года в Ньюарке, оставив жену Сьюзен (англ. Susan Amert, филолог-славист, род. 1952) и сыновей Илью (1974) и Николая (1993).